# بروهل-لوتسینگ
بروهل-لوتسینگ (به آلمانی: Brohl-Lützing) یک شهر در آلمان است که در اهرویلر واقع شده‌است. بروهل-لوتسینگ ۲٬۵۹۰ نفر جمعیت دارد.

## نگارخانه

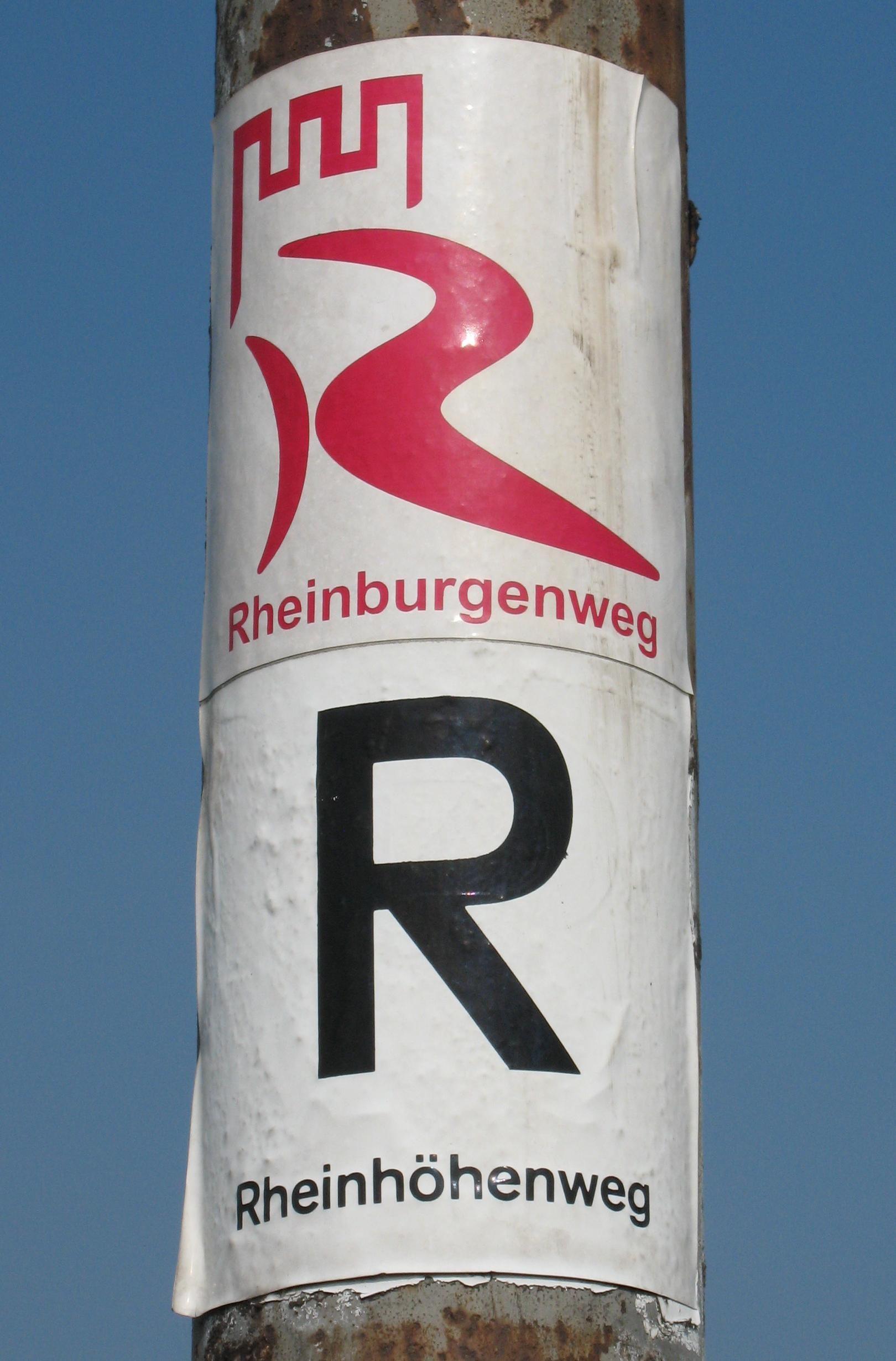
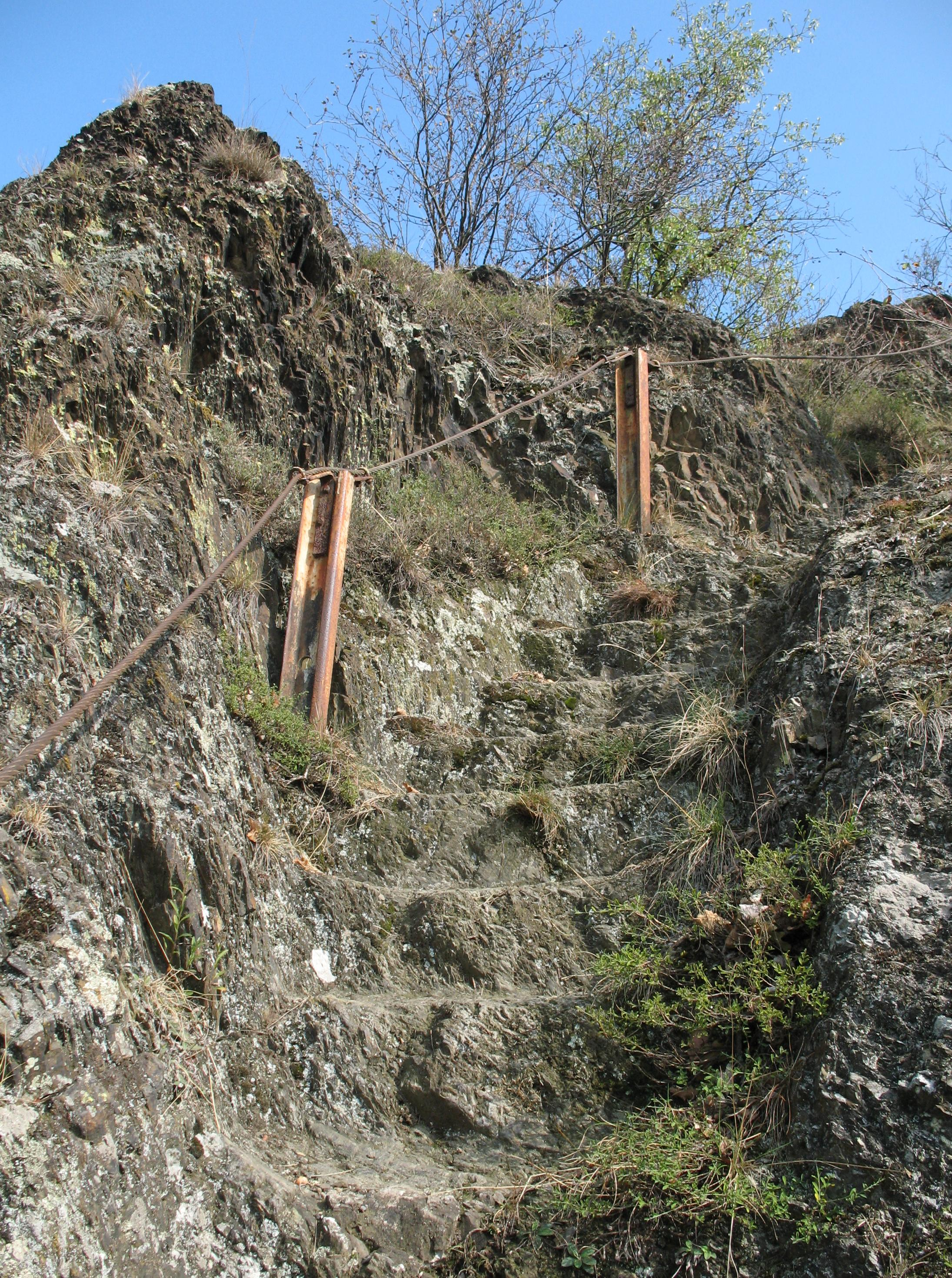
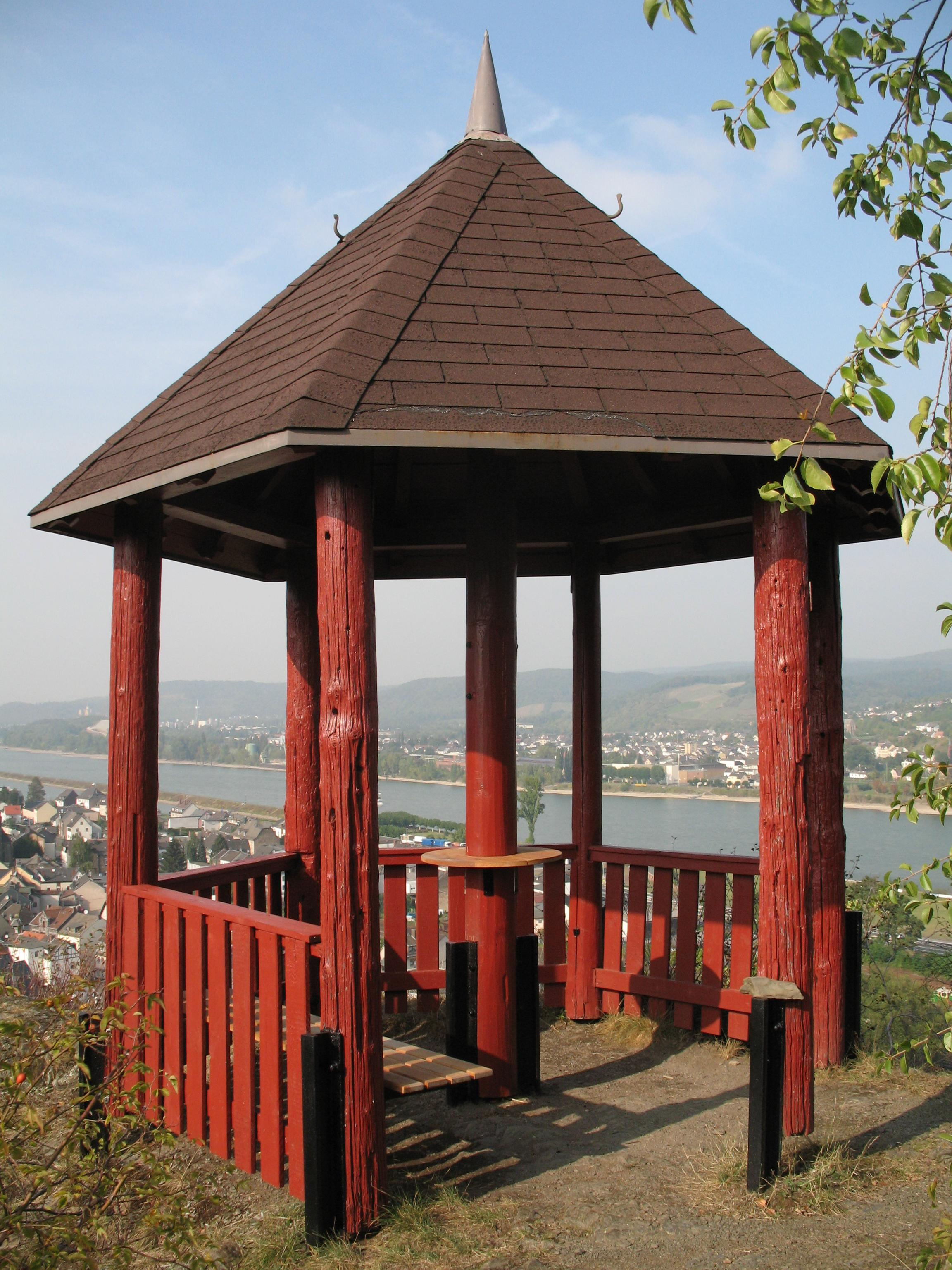